# Bomberman GB 3
Bomberman GB 3 es un videojuego de acción de Hudson Soft publicado exclusivamente en Japón, originalmente para Game Boy en 1996 como parte de la serie Bomberman.